# Elvina Ibru
Elvina Esewvre Ibru es una actriz nigeriana. 

## Biografía
Ibru asistió a la London Academy of Performing Arts (LAPA) en Inglaterra y a la Universidad Webster, Regents Park, Londres.
Trabajó para la British Broadcasting Corporation (BBC) como locutora y actuó en producciones teatrales antes de regresar a Nigeria. También trabajó en Classic FM, como presentadora de un programa semanal llamado Mellow Magic.
Fundó una productora de películas llamada Twice As Nice.

## Filmografía

### Obras de teatro
| Año  | Título                 | Ref.        |
| ---- | ---------------------- | ----------- |
| 2006 | Monólogos de la vagina | [ 1 ]       |
| 2014 | ¡Escuche la Palabra!   | [ 1 ] [ 4 ] |
| 2019 | Emotan                 | [ 5 ]       |

### Películas
| Año  | Título                          | Ref         |
| ---- | ------------------------------- | ----------- |
| 2007 | Letters to a stranger           | [ 6 ]       |
| 2014 | Theo’s Dora                     | [ 2 ]       |
| 2016 | Entreat                         |             |
| 2016 | Cajoling                        | [ 7 ]       |
| 2017 | Wives on Strike: The revolution | [ 3 ] [ 8 ] |
| 2017 | Alter Ego                       | [ 9 ]       |
| 2019 | The Bling Lagosians             | [ 10 ]      |
| 2020 | Kambili: The Whole 30 Yards     | [ 11 ]      |

## Reconocimientos
- Premio de la Asociación de Estudiantes de la Facultad de Artes de la Universidad de Lagos (FASA) por el desarrollo de la juventud a través del entretenimiento[2]
- Premio Beatz a la personalidad en directo del año 2016[2]
- Premios especiales a la excelencia, reconocimiento especial a la excelencia en el entretenimiento[2]
- Premios de la Academia del Cine Africano, nominada a mejor actriz en un papel principal por Bling Lagosians[12]